# Rudy Project Racing Team
Das Rudy Project Racing Team ist ein im Jahr 2010 gegründetes deutsches Radsportteam mit dem Status als Renngemeinschaft, deren Fahrer vor allem im Bahnradsport aktiv sind und zur Vorbereitung auch UCI-Etappenrennen bestreiten.

## Erfolge
2014
- Sechstagerennen Kopenhagen, (Marcel Kalz mit Robert Bartko)
- Bremer Sechstagerennen, (Leif Lampater mit Kenny De Ketele)

2013
- Sechstagerennen von Gent, (Leif Lampater mit Jasper De Buyst)
- Deutscher Meister Zweier-Mannschaftsfahren (Madison), (Leif Lampater mit Nico Heßlich)
- Deutscher Meister Punktefahren, (Marcel Kalz)
- Bremer Sechstagerennen, (Marcel Kalz mit Franco Marvulli)

2012
- Deutscher Meister Zweier-Mannschaftsfahren (Madison), (Marcel Kalz mit Robert Bengsch)
- Deutscher Meister Punktefahren, (Robert Bengsch)

2011
- Deutscher Meister Omnium, 2011, (Robert Bengsch)
- Deutscher Meister Zweier-Mannschaftsfahren (Madison), (Marcel Kalz mit Robert Bengsch)
- Bremer Sechstagerennen, (Robert Bengsch mit Robert Bartko)

## Team 2013
| Fahrer                | Geburtstag         | Nationalität |
| --------------------- | ------------------ | ------------ |
| Hannes Baumgarten     | 5. Dezember 1986   | Deutschland  |
| Achim Burkart         | 30. Juni 1992      | Deutschland  |
| Stefan Fußstetter     | 23. Oktober 1986   | Deutschland  |
| Andreas Graf          | 7. August 1985     | Österreich   |
| Christian Grasmann    | 16. März 1981      | Deutschland  |
| Nico Heßlich          | 23. Oktober 1990   | Deutschland  |
| Marcel Kalz           | 9. März 1987       | Deutschland  |
| Leif Lampater         | 22. Dezember 1982  | Deutschland  |
| Christian Lichtenberg | 3. August 1986     | Deutschland  |
| Alexander Meier       | 28. Januar 1992    | Deutschland  |
| Martin Reinert        | 28. Januar 1992    | Deutschland  |
| Helmut Trettwer       | 29. September 1983 | Deutschland  |